# 中国驻望加锡领事列表
本列表为中国驻印度尼西亚望加锡领事馆历任领事名录。

## 历任中国驻望加锡领事

### 中华民国驻望加锡领事（1930年－1950年）
1930年，中国政府设置驻望加锡领事馆。1942年，日军占领荷属东印度，中国领馆撤离。1945年8月，日军投降，中国领馆复馆。1950年4月，因印度尼西亚与中华人民共和国建交，中华民国政府关闭驻印尼各领馆。
| 姓名   | 任命          | 到任         | 免职 | 离任      | 领事职务 | 备注 | 备注 |
| ------ | ------------- | ------------ | ---- | --------- | -------- | ---- | ---- |
| 王德棻 | 1930年3月27日 | 1930年7月1日 |      | 1950年4月 | 领事     |      |      |

### 中华人民共和国驻望加锡领事（1951年－1967年）
1951年3月，印度尼西亚政府同意中国政府在雅加达设置总领事馆，在棉兰、马辰和望加锡分别设置领事馆。9月23日，驻棉兰领事馆正式开馆。1966年3月26日，因印尼政府限制中国领事馆活动，中国大使馆照会印尼外交部，暂时关闭3个领事馆，馆员全部撤至雅加达履职。1967年10月，印度尼西亚与中国断交，中国驻印尼使领馆撤离印尼。
| 姓名   | 任命       | 到任 | 递交任命书 | 免职 | 离任           | 领事职务 | 备注 | 备注 |
| ------ | ---------- | ---- | ---------- | ---- | -------------- | -------- | ---- | ---- |
| 刘丹一 | 1951年     |      |            |      | ？             | 领事     |      |      |
| 赵任民 | ？         |      |            |      | ？             | 领事     |      |      |
| 刘干   | 1958年以前 |      |            |      | 1960年？       | 领事     |      |      |
| 边守俭 | 1960年？   |      |            |      | 1963年？       | 领事     |      |      |
| 师晋侃 | 1963年     |      |            |      | 1967年10月31日 | 领事     |      |      |